# 大田区立羽田小学校
大田区立羽田小学校（おおたくりつ はねだしょうがっこう）は、東京都大田区羽田3丁目にある区立小学校である。

## 沿革
- 1903年（明治36年）4月19日[1] - 羽田村立羽田小学校が開校し、高等科で授業を開始する。
- 1907年（明治40年）10月4日 - 羽田村の町制施行により、羽田町立羽田小学校と改称。
- 1932年（昭和7年）10月1日 - 羽田町の東京市への合併と校名変更により、東京市羽田第一尋常高等小学校と改称。
- 1943年（昭和18年）7月1日 - 東京府と東京市が合併した東京都発足により、東京都羽田第一尋常高等小学校と改称。
- 1945年（昭和20年）4月 - 空襲により校舎が焼失。
- 1947年（昭和22年） - 学制改革により、東京都大田区立羽田小学校と改称。
- 1952年（昭和27年） - 羽田旭小学校開校により、本校から児童428名・教諭8名が転籍。
- 1954年（昭和29年） - 第六次復旧工事完了。これで復旧工事が終わる。
- 1955年（昭和30年）
  - 日付不明 - 現校歌制定。
  - 11月1日[2] - 萩中小学校が開校し、本校から児童372名・教職員6名が転籍。
- 1967年（昭和42年） - 鉄筋4階建防音校舎ができる。
- 1995年（平成7年） - 新校舎落成。
- 2002年（平成14年）4月1日 - 羽田旭小学校を統合。
- 2016年（平成28年） - サポートルーム設置。

## 学区
- 羽田1丁目（1番～4番）・羽田3丁目・羽田4丁目・羽田5丁目・羽田6丁目・羽田旭町・羽田空港1丁目・羽田空港2丁目・羽田空港3丁目

## アクセス
- 京浜急行バス
  - JR・東急蒲田駅から、蒲30・蒲31のバスで、
    - 六間堀バス停まで14分、下車後徒歩約280m・約5分。
    - 弁天橋バス停まで15分、下車後徒歩約290m・約5分。

  - JR・東急蒲田駅から、蒲40・蒲41・蒲42・蒲43のバスで、
    - 六間堀バス停まで16分、下車後徒歩。
    - 弁天橋バス停まで17分、下車後徒歩。

  - JR京浜東北線大森駅から、森11・森21・森23のバスで、
    - 六間堀バス停まで19分（4時台の早朝便は15分）、下車後徒歩。
    - 弁天橋バス停まで20分（4時台の早朝便は16分）、下車後徒歩。

  - JR川崎駅から、空51・川77のバスで、
    - 六間堀バス停まで21分、下車後徒歩。
    - 弁天橋バス停まで22分、下車後徒歩。

  - 羽田空港から、上述の路線バスで、
    - 弁天橋バス停まで、
      - 第3ターミナルから7分（24時台の深夜便は4分）、下車後徒歩。
      - 第2ターミナルから22分、下車後徒歩。
      - 第1ターミナルから17分、下車後徒歩。

    - 六間堀バス停まで、
      - 第3ターミナルから8分（24時台の深夜便は6分）、下車後徒歩。
      - 第2ターミナルから23分、下車後徒歩。
      - 第1ターミナルから18分、下車後徒歩。
- 京急空港線穴守稲荷駅から、徒歩約490m・約8分。
  - 羽田空港第1・第2ターミナル駅から穴守稲荷駅まで、6分。
  - 羽田空港第3ターミナル駅から穴守稲荷駅まで、4分。
  - 京急蒲田駅から穴守稲荷駅まで、4分。

## 周辺
- 仲羽田児童公園
- 羽田仲七児童公園
- 大田区立羽田図書館
- 京浜急行電鉄空港線
  - 穴守稲荷駅
- 穴守稲荷神社
- 羽田三丁目第一児童公園
- 羽田三丁目第二児童公園

## 関係者
出身者
- 五明公男 - アマチュア野球指導者、元法政大学野球部監督